# Huitième district congressionnel de l'Indiana
Le 8e district congressionnel de l'Indiana est un district de l'État américain de l'Indiana. Basé dans le sud-ouest et le centre-ouest de l'Indiana, le district est ancré à Evansville et comprend également Jasper, Princeton, Terre Haute, Vincennes et Washington.
Auparavant appelé The Bloody Eighth au niveau local (et parfois national) (voir ci-dessous pour l'explication), c'était autrefois un swing district notoire. Cependant, en raison d'un réalignement politique, il est devenu, lors des récentes élections, un district républicain sûr. Avec un indice CPVI de R + 19, il est à égalité pour le district le plus républicain de l'Indiana.
Il est actuellement représenté par le Républicain Larry Bucshon.

## Géographie
| #  | Comté       | Siège       | Population |
| -- | ----------- | ----------- | ---------- |
| 11 | Clay        | Brazil      | 26 379     |
| 13 | Crawford    | English     | 10 536     |
| 14 | Daviess     | Greenfield  | 33 418     |
| 19 | Dubois      | Jasper      | 43 362     |
| 23 | Fountain    | Covington   | 16 574     |
| 26 | Gibson      | Princeton   | 32 993     |
| 28 | Greene      | Bloomfield  | 31 006     |
| 42 | Knox        | Vincennes   | 35 789     |
| 51 | Martin      | Shoals      | 9 803      |
| 59 | Orange      | Paoli       | 19 623     |
| 60 | Owen        | Spencer     | 21 482     |
| 61 | Parke       | Rockville   | 16 369     |
| 62 | Perry       | Tell City   | 19 183     |
| 63 | Pike        | Petersburg  | 12 168     |
| 65 | Posey       | Mt. Vernon  | 25 063     |
| 74 | Spencer     | Rockport    | 19 967     |
| 77 | Sullivan    | Sullivan    | 20 670     |
| 82 | Vanderburgh | Evansville  | 179 744    |
| 83 | Vermillion  | Newport     | 15 451     |
| 84 | Vigo        | Terre Haute | 106 006    |
| 87 | Warrick     | Boonville   | 65 185     |

À partir de 2023, le 8e district congressionnel de l'Indiana est situé dans le sud-ouest et le centre-ouest de l'Indiana. Il comprend les comtés de Clay, Crawford, Daviess, Dubois, Gibson, Greene, Knox, Martin, Orange, Owen, Parke, Perry, Pike, Posey, Spencer, Sullivan, Vanderburgh, Vermillion, Vigo et Warrick, et la moitié de Fountain.
Le comté de Fountain est divisé entre ce district et le 4e. Ils sont divisés à la frontière ouest par Indiana State Rt 32, East Prairie Chapel Rd et South New Liberty Rd, et à la frontière sud-est par North Sandhill Rd, Indiana West 260N, North Portland Arch Rd, West County Home Rd et Indiana. Ouest 450N. Le 8e district comprend les cinq villes de Fulton, Jackson, Millcreek, Van Buren et Wabash, ainsi que la majeure partie de la ville de Troy et une partie de Cain.

### Villes de 10 000 habitants ou plus
- Evansville - 118 414
- Terre Haute - 58 389
- Vincennes - 16 759
- Jasper - 16 703
- Washington - 12 017

### Villes de 2 500 à 10 000 habitants
- Princeton - 8 301
- Brazil - 8 176
- Tell City - 7 506
- Mt. Vernon - 6 493
- Huntingburg - 6 362
- Boonville - 6 712
- Linton - 5 133
- Clinton - 4 813
- North Terre Haute - 4 222
- Sullivan - 4 264
- Chandler - 3 693
- Melody Hill - 3 689
- Paoli - 3 666
- Newburgh - 3 344
- Bicknell - 3 092
- Fort Branch - 2 965
- Covington - 2 668
- Loogootee - 2 601
- Santa Claus - 2 586
- Rockville - 2 510

## Histoire
Basé à Evansville, le 8e district congressionnel a été élargi lorsque l'Indiana a perdu un siège après le recensement américain de 2000 pour inclure une grande partie des anciens 5e et 7e districts. À cette époque, Bloomington (la maison de l'ancien représentant américain Frank McCloskey) a été déplacée dans le 9e district, tandis que le 8e district a été étendu vers le nord pour inclure une grande partie de l'ancien 7e district dans le centre-ouest de l'Indiana, y compris Terre Haute. À la suite de cette expansion, le district est le plus grand en superficie de l'Indiana avec tout ou partie de 18 comtés.
Le quartier a été surnommé The Bloody Eighth en raison d'une série de campagnes acharnées et de retournements politiques. Contrairement à la plupart des autres districts de l'État qui ont tendance à donner à leurs Représentants de longs mandats à Washington, le 8e district a la réputation d'évincer fréquemment les titulaires des deux partis. Depuis 1983, personne n'a occupé le siège ou ses prédécesseurs pendant plus de 12 ans. Les électeurs du district ont évincé six titulaires de 1966 à 1982. L'élection de 1984 a été si serrée que la Chambre des Représentants elle-même a déterminé lequel des deux candidats pour siéger, acceptant la recommandation du groupe de travail de la Chambre contrôlé par les démocrates envoyé en Indiana pour compter les bulletins de vote. Le titulaire démocrate Frank McCloskey a finalement gagné par une marge de quatre voix sur 233 000 voix. Après cela, McCloskey a été réélu quatre fois de plus avant de perdre face au Républicain John Hostettler en 1994, au milieu de la révolution républicaine. Hostettler a représenté le district pendant six mandats avant d'être battu par le démocrate modéré Brad Ellsworth en 2006. C'était le premier district repris par les démocrates cette année-là, et était l'un des trente à l'échelle nationale qu'ils ont gagné en reprenant le contrôle de la Chambre. Ellsworth s'est présenté sans succès au Sénat américain en 2010 et a été remplacé par le Républicain Larry Bucshon au cours du même cycle électoral. Bien que le sud de l'Indiana soit ancestralement démocrate, les démocrates de cette région sont loin d'être aussi libéraux que leurs homologues du reste de l'État. Historiquement, il avait un caractère similaire aux districts Yellow Dog Democrat du Kentucky voisin. Le quartier a également une forte teinte de conservatisme social.
En 2000, un journaliste du New York Times a déclaré à propos du quartier : « Avec une tendance populiste et un penchant conservateur, ce quartier ne fait pas le coton aux Country club Republicans ou aux Social-Engineering liberals », et a également déclaré : « Plus de 95 % de blancs et environ 41 % rurale, la région partage une grande partie de la saveur de la Bible Belt. »
En 2013, le district s'est déplacé et a été poussé vers le sud vers Evansville, perdant les comtés de Fountain et Warren, et gagnant les comtés de Dubois, Perry et Spencer, et une partie du comté de Crawford, unissant le sud-ouest de l'Indiana sous un seul district.
En 2023, le district a retrouvé une partie de son ancien territoire, repoussant dans le comté de Fountain, mais a également gagné le reste du comté de Crawford et l'intégralité du comté d'Orange du 9e district.

## Historique de vote
| Année | Poste     | Résultats              |
| ----- | --------- | ---------------------- |
| 2000  | Président | Bush 57,0 % - 42,0 %   |
| 2004  | Président | Bush 62,0 % - 38,0 %   |
| 2008  | Président | McCain 50,6 % - 48,1 % |
| 2012  | Président | Romney 58,4 % - 39,6 % |
| 2016  | Président | Trump 64,6 % - 30,9 %  |
| 2020  | Président | Trump 6,1 % - 33,1 %   |

## Liste des Représentants du district
| Membre                         | Parti         | Années                            | Congrès     | Histoire électorale |
| ------------------------------ | ------------- | --------------------------------- | ----------- | --- |
| District établi le 4 mars 1843 |               |                                   |             | |
| John Pettit (en)               | Démocrate     | 4 mars 1843 - 3 mars 1849         | 28e - 30e   | Élu en 1843. Réélu en 1845. Réélu en 1847. perd sa renomination.                                                                                      |
| Joseph E. McDonald             | Démocrate     | 4 mars 1849 - 3 mars 1851         | 31e         | Élu en 1849. Retrait. |
| Daniel Mace (en)               | Démocrate     | 4 mars 1851 - 3 mars 1855         | 32e - 34e   | Élu en 1851. Réélu en 1852. Réélu en 1854. Retrait.                                                                                                   |
| Daniel Mace (en)               | People's (en) | 4 mars 1855 - 3 mars 1857         | 32e - 34e   | Élu en 1851. Réélu en 1852. Réélu en 1854. Retrait.                                                                                                   |
| James Wilson (en)              | Républicain   | 4 mars 1857 - 3 mars 1861         | 35e , 36e   | Élu en 1856. Réélu en 1858. Retrait. |
| Albert S. White (en)           | Républicain   | 4 mars 1861 - 3 mars 1863         | 37e         | Élu en 1860. Retrait. |
| Godlove S. Orth (en)           | Républicain   | 4 mars 1863 - 3 mars 1869         | 38e - 40e   | Élu en 1862. Réélu en 1864. Réélu en 1866. Redécoupage vers le 7e district.                                                                           |
| James N. Tyner                 | Républicain   | 4 mars 1869 - 3 mars 1875         | 41e - 43e   | Élu pour terminer le mandat laissé vacant après la démission du Représentant-élu Daniel D. Pratt. Réélu en 1870. Réélu en 1872. perd sa renomination. |
| Morton C. Hunter (en)          | Républicain   | 4 mars 1875 - 3 mars 1879         | 44e , 45e   | Redécoupage depuis le 6e district et réélu en 1874. Réélu en 1876. perd sa réélection.                                                                |
| Abraham J. Hostetler (en)      | Démocrate     | 4 mars 1879 - 3 mars 1881         | 46e         | Élu en 1878. Retrait |
| Robert B. F. Peirce (en)       | Républicain   | 4 mars 1881 - 3 mars 1883         | 47e         | Élu en 1880. perd sa réélection. |
| John E. Lamb (en)              | Démocrate     | 4 mars 1883 - 3 mars 1885         | 48e         | Élu en 1882. perd sa réélection. |
| James T. Johnston (en)         | Républicain   | 4 mars 1885 - 3 mars 1889         | 49e , 50e   | Élu en 1884. Réélu en 1886. perd sa réélection. |
| Elijah V. Brookshire (en)      | Démocrate     | 4 mars 1889 - 3 mars 1895         | 51e - 53e   | Élu en 1888. Réélu en 1890. Réélu en 1892. perd sa réélection.                                                                                        |
| George W. Faris (en)           | Républicain   | 4 mars 1895 - 3 mars 1897         | 54e         | Élu en 1894. Redécoupage vers le 5e district. |
| Charles L. Henry (en)          | Républicain   | 4 mars 1897 - 3 mars 1899         | 55e         | Redécoupage vers le 7e district et réélu en 1896. Retrait.                                                                                            |
| George W. Cromer (en)          | Républicain   | 4 mars 1899 - 3 mars 1907         | 56e - 59e   | Élu en 1898. Réélu en 1900. Réélu en 1902. Réélu en 1904. perd sa réélection.                                                                         |
| John A. M. Adair (en)          | Démocrate     | 4 mars 1907 - 3 mars 1917         | 60e - 64e   | Élu en 1906. Réélu en 1908. Réélu en 1910. Réélu en 1912. Réélu en 1914. Retrait pour se présenter comme Gouverneur de l'Indiana.                     |
| Albert H. Vestal (en)          | Républicain   | 4 mars 1917 - 1er avril 1932      | 65e - 72e   | Élu pour terminer le mandat de 1916. Réélu en 1918. Réélu en 1920. Réélu en 1922. Réélu en 1924. Réélu en 1926. Réélu en 1928. Réélu en 1930. Décès.  |
| Vacant                         | Vacant        | 1er avril 1932 - 3 mars 1933      | 72e         | |
| John W. Boehne Jr. (en)        | Démocrate     | 4 mars 1933 - 3 janvier 1943      | 73e - 77e   | Redécoupage depuis le 1er district et réélu en 1932. Réélu en 1934. Réélu en 1936. Réélu en 1938. Réélu en 1940. perd sa réélection.                  |
| Charles M. La Follette (en)    | Républicain   | 3 janvier 1943 - 3 janvier 1947   | 78e , 79e   | Élu en 1942. Réélu en 1944. Retrait pour se présenter comme Sénateur des États-Unis.                                                                  |
| E. A. Mitchell (en)            | Républicain   | 3 janvier 1947 - 3 janvier 1949   | 80e         | Élu en 1946. perd sa réélection. |
| Winfield K. Denton (en)        | Démocrate     | 3 janvier 1949 - 3 janvier 1953   | 81e , 82e   | Élu en 1948. Réélu en 1950. perd sa réélection. |
| D. Bailey Merrill (en)         | Républicain   | 3 janvier 1953 - 3 janvier 1955   | 83e         | Élu en 1952. perd sa réélection. |
| Winfield K. Denton (en)        | Démocrate     | 3 janvier 1955 - 30 décembre 1966 | 84e - 89e   | Élu en 1954. Réélu en 1956. Réélu en 1958. Réélu en 1960. Réélu en 1962. Réélu en 1964. perd sa réélection et démissionne plus tôt.                   |
| Vacant                         | Vacant        | 30 décembre 1966 - 3 janvier 1967 | 89e         | |
| Roger H. Zion (en)             | Républicain   | 3 janvier 1967 - 3 janvier 1975   | 90e - 93e   | Élu en 1966. Réélu en 1968. Réélu en 1970. Réélu en 1972. perd sa réélection.                                                                         |
| Philip H. Hayes (en)           | Démocrate     | 3 janvier 1975 - 3 janvier 1977   | 94e         | Élu en 1974. Retrait pour se présenter comme Sénateur des États-Unis.                                                                                 |
| David L. Cornwell (en)         | Démocrate     | 3 janvier 1977 - 3 janvier 1979   | 95e         | Élu en 1976. perd sa réélection. |
| H. Joel Deckard (en)           | Républicain   | 3 janvier 1979 - 3 janvier 1983   | 96e , 97e   | Élu en 1978. Réélu en 1980. perd sa réélection. |
| Frank McCloskey (en)           | Démocrate     | 3 janvier 1983 - 3 janvier 1985   | 98e         | Élu en 1982. Siège laissé vacant après la résolution de la contestation de l'élection.                                                                |
| Vacant                         | Vacant        | 3 janvier 1985 - 1er mai 1985     | 99e         | Élection contestée et la Chambre des Représentants refusa d'introniser qui que ce soit.                                                               |
| Frank McCloskey (en)           | Démocrate     | 1er mai 1985 - 3 janvier 1995     | 99e - 103e  | Élu en 1985. Réélu en 1986. Réélu en 1988. Réélu en 1990. Réélu en 1992. perd sa réélection.                                                          |
| John Hostettler (en)           | Républicain   | 3 janvier 1995 - 3 janvier 2007   | 104e - 109e | Élu en 1994. Réélu en 1996. Réélu en 1998. Réélu en 2000. Réélu en 2002. Réélu en 2004. perd sa réélection.                                           |
| Brad Ellsworth                 | Démocrate     | 3 janvier 2007 - 3 janvier 2011   | 110e , 111e | Élu en 2006. Réélu en 2008. Retrait pour se présenter comme Sénateur des États-Unis.                                                                  |
| Larry Bucshon                  | Républicain   | 3 janvier 2011 - Présent          | 112e - 118e | Élu en 2010. Réélu en 2012. Réélu en 2014. Réélu en 2016. Réélu en 2018. Réélu en 2020. Réélu en 2022.                                                |

## Résultats des récentes élections
Voici les résultats des dix précédents cycles électoraux dans le district.

## Frontières historiques du district

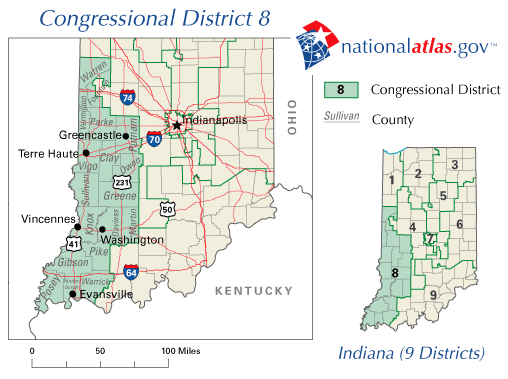
2003 - 2013

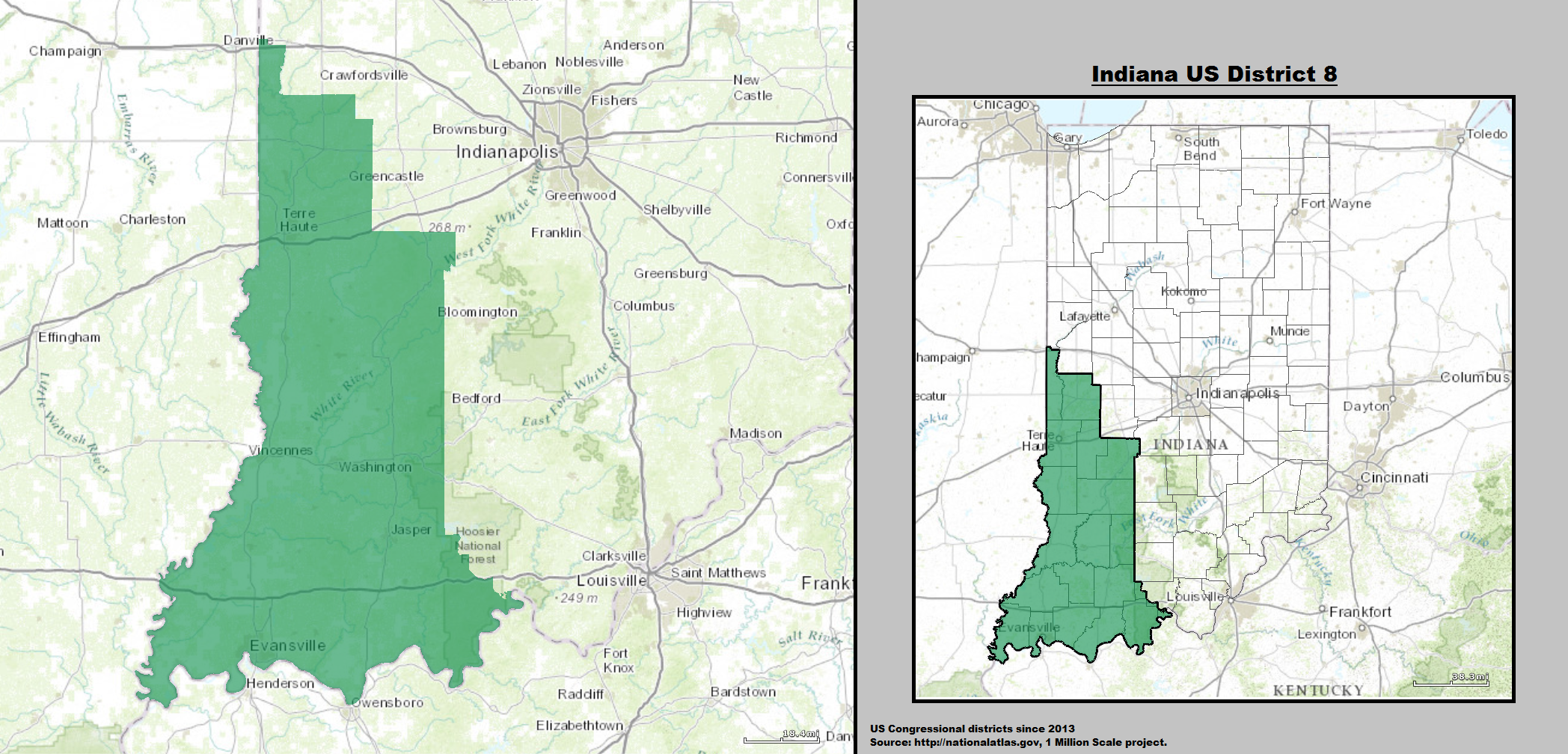
2013 - 2023

### 2004
| Élection de 2004 du 8e district congressionnel de l'Indiana | Élection de 2004 du 8e district congressionnel de l'Indiana | Élection de 2004 du 8e district congressionnel de l'Indiana | Élection de 2004 du 8e district congressionnel de l'Indiana | Élection de 2004 du 8e district congressionnel de l'Indiana |
| ----------------------------------------------------------- | ----------------------------------------------------------- | ----------------------------------------------------------- | ----------------------------------------------------------- | ----------------------------------------------------------- |
| Parti                                                       | Parti                                                       | Candidat                                                    | Votes                                                       | %                                                           |
|                                                             | Républicain                                                 | John Hostettler (en) (sortant)                              | 145 576                                                     | 53,37                                                       |
|                                                             | Démocrate                                                   | Jon Jennings                                                | 121 522                                                     | 44,55                                                       |
|                                                             | Libertarien                                                 | Mark Gavin                                                  | 5 680                                                       | 2,08                                                        |
| Total des votes                                             | Total des votes                                             | Total des votes                                             | 272 778                                                     | 100 %                                                       |
|                                                             | Les Républicains conservent                                 |                                                             |                                                             |                                                             |

### 2006
| Élection de 2006 du 8e district congressionnel de l'Indiana | Élection de 2006 du 8e district congressionnel de l'Indiana | Élection de 2006 du 8e district congressionnel de l'Indiana | Élection de 2006 du 8e district congressionnel de l'Indiana | Élection de 2006 du 8e district congressionnel de l'Indiana |
| ----------------------------------------------------------- | ----------------------------------------------------------- | ----------------------------------------------------------- | ----------------------------------------------------------- | ----------------------------------------------------------- |
| Parti                                                       | Parti                                                       | Candidat                                                    | Votes                                                       | %                                                           |
|                                                             | Démocrate                                                   | Brad Ellsworth                                              | 131 019                                                     | 61,02                                                       |
|                                                             | Républicain                                                 | John Hostettler (en) (sortant)                              | 83 704                                                      | 38,98                                                       |
| Total des votes                                             | Total des votes                                             | Total des votes                                             | 214 723                                                     | 100 %                                                       |
|                                                             | Les Démocrates prennent aux Républicains                    |                                                             |                                                             |                                                             |

### 2008
| Élection de 2008 du 8e district congressionnel de l'Indiana | Élection de 2008 du 8e district congressionnel de l'Indiana | Élection de 2008 du 8e district congressionnel de l'Indiana | Élection de 2008 du 8e district congressionnel de l'Indiana | Élection de 2008 du 8e district congressionnel de l'Indiana |
| ----------------------------------------------------------- | ----------------------------------------------------------- | ----------------------------------------------------------- | ----------------------------------------------------------- | ----------------------------------------------------------- |
| Parti                                                       | Parti                                                       | Candidat                                                    | Votes                                                       | %                                                           |
|                                                             | Démocrate                                                   | Brad Ellsworth (sortant)                                    | 189 109                                                     | 64,75                                                       |
|                                                             | Républicain                                                 | Greg Goode                                                  | 102 940                                                     | 35,25                                                       |
| Total des votes                                             | Total des votes                                             | Total des votes                                             | 292 049                                                     | 100 %                                                       |
|                                                             | Les Démocrates conservent                                   |                                                             |                                                             |                                                             |

### 2010
| Élection de 2010 du 8e district congressionnel de l'Indiana | Élection de 2010 du 8e district congressionnel de l'Indiana | Élection de 2010 du 8e district congressionnel de l'Indiana | Élection de 2010 du 8e district congressionnel de l'Indiana | Élection de 2010 du 8e district congressionnel de l'Indiana |
| ----------------------------------------------------------- | ----------------------------------------------------------- | ----------------------------------------------------------- | ----------------------------------------------------------- | ----------------------------------------------------------- |
| Parti                                                       | Parti                                                       | Candidat                                                    | Votes                                                       | %                                                           |
|                                                             | Républicain                                                 | Larry Bucshon                                               | 117 259                                                     | 57,55                                                       |
|                                                             | Démocrate                                                   | Trent Van Haaften                                           | 76 265                                                      | 37,43                                                       |
|                                                             | Libertarien                                                 | John Cunningham                                             | 10 240                                                      | 5,03                                                        |
| Total des votes                                             | Total des votes                                             | Total des votes                                             | 203 764                                                     | 100 %                                                       |
|                                                             | Les Républicains prennent aux Démocrates                    |                                                             |                                                             |                                                             |

### 2012
| Élection de 2012 du 8e district congressionnel de l'Indiana | Élection de 2012 du 8e district congressionnel de l'Indiana | Élection de 2012 du 8e district congressionnel de l'Indiana | Élection de 2012 du 8e district congressionnel de l'Indiana | Élection de 2012 du 8e district congressionnel de l'Indiana |
| ----------------------------------------------------------- | ----------------------------------------------------------- | ----------------------------------------------------------- | ----------------------------------------------------------- | ----------------------------------------------------------- |
| Parti                                                       | Parti                                                       | Candidat                                                    | Votes                                                       | %                                                           |
|                                                             | Républicain                                                 | Larry Bucshon (sortant)                                     | 151 533                                                     | 53,36                                                       |
|                                                             | Démocrate                                                   | Dave Crooks                                                 | 122 325                                                     | 43,07                                                       |
|                                                             | Libertarien                                                 | Bart Gadau                                                  | 10 134                                                      | 3,57                                                        |
| Total des votes                                             | Total des votes                                             | Total des votes                                             | 283 992                                                     | 100 %                                                       |
|                                                             | Les Républicains prennent aux Démocrates                    |                                                             |                                                             |                                                             |

### 2014
| Élection de 2014 du 8e district congressionnel de l'Indiana | Élection de 2014 du 8e district congressionnel de l'Indiana | Élection de 2014 du 8e district congressionnel de l'Indiana | Élection de 2014 du 8e district congressionnel de l'Indiana | Élection de 2014 du 8e district congressionnel de l'Indiana |
| ----------------------------------------------------------- | ----------------------------------------------------------- | ----------------------------------------------------------- | ----------------------------------------------------------- | ----------------------------------------------------------- |
| Parti                                                       | Parti                                                       | Candidat                                                    | Votes                                                       | %                                                           |
|                                                             | Républicain                                                 | Larry Bucshon (sortant)                                     | 103 344                                                     | 60,32                                                       |
|                                                             | Démocrate                                                   | Tom Spangler                                                | 61 384                                                      | 35,83                                                       |
|                                                             | Libertarien                                                 | Andrew Horning                                              | 6 587                                                       | 3,84                                                        |
| Total des votes                                             | Total des votes                                             | Total des votes                                             | 171 315                                                     | 100 %                                                       |
|                                                             | Les Républicains conservent                                 |                                                             |                                                             |                                                             |

### 2016
| Élection de 2016 du 8e district congressionnel de l'Indiana | Élection de 2016 du 8e district congressionnel de l'Indiana | Élection de 2016 du 8e district congressionnel de l'Indiana | Élection de 2016 du 8e district congressionnel de l'Indiana | Élection de 2016 du 8e district congressionnel de l'Indiana |
| ----------------------------------------------------------- | ----------------------------------------------------------- | ----------------------------------------------------------- | ----------------------------------------------------------- | ----------------------------------------------------------- |
| Parti                                                       | Parti                                                       | Candidat                                                    | Votes                                                       | %                                                           |
|                                                             | Républicain                                                 | Larry Bucshon (sortant)                                     | 187 702                                                     | 63,69                                                       |
|                                                             | Démocrate                                                   | Ronald L. Drake                                             | 93 356                                                      | 31,68                                                       |
|                                                             | Libertarien                                                 | Andrew Horning                                              | 13 655                                                      | 4,63                                                        |
| Total des votes                                             | Total des votes                                             | Total des votes                                             | 294 713                                                     | 100 %                                                       |
|                                                             | Les Républicains conservent                                 |                                                             |                                                             |                                                             |

### 2018
| Élection de 2018 du 8e district congressionnel de l'Indiana | Élection de 2018 du 8e district congressionnel de l'Indiana | Élection de 2018 du 8e district congressionnel de l'Indiana | Élection de 2018 du 8e district congressionnel de l'Indiana | Élection de 2018 du 8e district congressionnel de l'Indiana |
| ----------------------------------------------------------- | ----------------------------------------------------------- | ----------------------------------------------------------- | ----------------------------------------------------------- | ----------------------------------------------------------- |
| Parti                                                       | Parti                                                       | Candidat                                                    | Votes                                                       | %                                                           |
|                                                             | Républicain                                                 | Larry Bucshon (sortant)                                     | 157 396                                                     | 64,4                                                        |
|                                                             | Démocrate                                                   | William Tanoos                                              | 86 895                                                      | 35,6                                                        |
| Total des votes                                             | Total des votes                                             | Total des votes                                             | 244 291                                                     | 100 %                                                       |
|                                                             | Les Républicains conservent                                 |                                                             |                                                             |                                                             |

### 2020
| Élection de 2020 du 8e district congressionnel de l'Indiana | Élection de 2020 du 8e district congressionnel de l'Indiana | Élection de 2020 du 8e district congressionnel de l'Indiana | Élection de 2020 du 8e district congressionnel de l'Indiana | Élection de 2020 du 8e district congressionnel de l'Indiana |
| ----------------------------------------------------------- | ----------------------------------------------------------- | ----------------------------------------------------------- | ----------------------------------------------------------- | ----------------------------------------------------------- |
| Parti                                                       | Parti                                                       | Candidat                                                    | Votes                                                       | %                                                           |
|                                                             | Républicain                                                 | Larry Bucshon (sortant)                                     | 214 643                                                     | 66,9                                                        |
|                                                             | Démocrate                                                   | Thomasina Marsili                                           | 95 691                                                      | 29,8                                                        |
|                                                             | Libertarien                                                 | James D. Rodenberger                                        | 10 283                                                      | 3,2                                                         |
| Total des votes                                             | Total des votes                                             | Total des votes                                             | 320 617                                                     | 100 %                                                       |
|                                                             | Les Républicains conservent                                 |                                                             |                                                             |                                                             |

### 2022
| Primaire républicaine de 2022 du 8e district congressionnel de l'Indiana | Primaire républicaine de 2022 du 8e district congressionnel de l'Indiana | Primaire républicaine de 2022 du 8e district congressionnel de l'Indiana | Primaire républicaine de 2022 du 8e district congressionnel de l'Indiana | Primaire républicaine de 2022 du 8e district congressionnel de l'Indiana |
| ------------------------------------------------------------------------ | ------------------------------------------------------------------------ | ------------------------------------------------------------------------ | ------------------------------------------------------------------------ | ------------------------------------------------------------------------ |
| Parti                                                                    | Parti                                                                    | Candidat                                                                 | Votes                                                                    | %                                                                        |
|                                                                          | Républicain                                                              | Larry Bucshon (sortant)                                                  | 47 557                                                                   | 100 %                                                                    |

| Primaire démocrate de 2022 du 8e district congressionnel de l'Indiana | Primaire démocrate de 2022 du 8e district congressionnel de l'Indiana | Primaire démocrate de 2022 du 8e district congressionnel de l'Indiana | Primaire démocrate de 2022 du 8e district congressionnel de l'Indiana | Primaire démocrate de 2022 du 8e district congressionnel de l'Indiana |
| --------------------------------------------------------------------- | --------------------------------------------------------------------- | --------------------------------------------------------------------- | --------------------------------------------------------------------- | --------------------------------------------------------------------- |
| Parti                                                                 | Parti                                                                 | Candidat                                                              | Votes                                                                 | %                                                                     |
|                                                                       | Démocrate                                                             | Ray McCormick                                                         | 16 465                                                                | 69,7                                                                  |
|                                                                       | Démocrate                                                             | Adnan Dhahir                                                          | 4 429                                                                 | 18,7                                                                  |
|                                                                       | Démocrate                                                             | Peter Priest II                                                       | 2 731                                                                 | 11,6                                                                  |

| Élection de 2022 du 8e district congressionnel de l'Indiana | Élection de 2022 du 8e district congressionnel de l'Indiana | Élection de 2022 du 8e district congressionnel de l'Indiana | Élection de 2022 du 8e district congressionnel de l'Indiana | Élection de 2022 du 8e district congressionnel de l'Indiana |
| ----------------------------------------------------------- | ----------------------------------------------------------- | ----------------------------------------------------------- | ----------------------------------------------------------- | ----------------------------------------------------------- |
| Parti                                                       | Parti                                                       | Candidat                                                    | Votes                                                       | %                                                           |
|                                                             | Républicain                                                 | Larry Bucshon (sortant)                                     | 141 995                                                     | 65,7                                                        |
|                                                             | Démocrate                                                   | Ray McCormick                                               | 68 109                                                      | 31,5                                                        |
|                                                             | Libertarien                                                 | Andy Horning                                                | 5 936                                                       | 2,7                                                         |
| Total des votes                                             | Total des votes                                             | Total des votes                                             | 216 040                                                     | 100 %                                                       |
|                                                             | Les Républicains conservent                                 |                                                             |                                                             |                                                             |

### 2024
| Primaire républicaine de 2024 du 8e district congressionnel de l'Indiana | Primaire républicaine de 2024 du 8e district congressionnel de l'Indiana | Primaire républicaine de 2024 du 8e district congressionnel de l'Indiana | Primaire républicaine de 2024 du 8e district congressionnel de l'Indiana | Primaire républicaine de 2024 du 8e district congressionnel de l'Indiana |
| ------------------------------------------------------------------------ | ------------------------------------------------------------------------ | ------------------------------------------------------------------------ | ------------------------------------------------------------------------ | ------------------------------------------------------------------------ |
| Parti                                                                    | Parti                                                                    | Candidat                                                                 | Votes                                                                    | %                                                                        |
|                                                                          | Républicain                                                              | Mark Messmer                                                             | 30 668                                                                   | 38,5                                                                     |
|                                                                          | Républicain                                                              | John Hostettler                                                          | 15 649                                                                   | 19,7                                                                     |
|                                                                          | Républicain                                                              | Richard Moss                                                             | 11 227                                                                   | 14,1                                                                     |
|                                                                          | Républicain                                                              | Dominick Kavanaugh                                                       | 9 397                                                                    | 11,8                                                                     |
|                                                                          | Républicain                                                              | Kristi Risk                                                              | 7 350                                                                    | 9,2                                                                      |
|                                                                          | Républicain                                                              | Like Misner                                                              | 2 287                                                                    | 2,9                                                                      |
|                                                                          | Républicain                                                              | Jim Case                                                                 | 2 107                                                                    | 2,6                                                                      |
|                                                                          | Républicain                                                              | Jeremy Heath                                                             | 944                                                                      | 1,2                                                                      |

| Primaire démocrate de 2024 du 8e district congressionnel de l'Indiana | Primaire démocrate de 2024 du 8e district congressionnel de l'Indiana | Primaire démocrate de 2024 du 8e district congressionnel de l'Indiana | Primaire démocrate de 2024 du 8e district congressionnel de l'Indiana | Primaire démocrate de 2024 du 8e district congressionnel de l'Indiana |
| --------------------------------------------------------------------- | --------------------------------------------------------------------- | --------------------------------------------------------------------- | --------------------------------------------------------------------- | --------------------------------------------------------------------- |
| Parti                                                                 | Parti                                                                 | Candidat                                                              | Votes                                                                 | %                                                                     |
|                                                                       | Démocrate                                                             | Erik Hurt                                                             | 8 204                                                                 | 45,1                                                                  |
|                                                                       | Démocrate                                                             | Edward Sein                                                           | 4 087                                                                 | 22,5                                                                  |
|                                                                       | Démocrate                                                             | Michael Talarzyk                                                      | 3 796                                                                 | 20,9                                                                  |
|                                                                       | Démocrate                                                             | Peter Priest                                                          | 2 098                                                                 | 11,5                                                                  |

| Élection de 2024 du 8e district congressionnel de l'Indiana | Élection de 2024 du 8e district congressionnel de l'Indiana | Élection de 2024 du 8e district congressionnel de l'Indiana | Élection de 2024 du 8e district congressionnel de l'Indiana | Élection de 2024 du 8e district congressionnel de l'Indiana |
| ----------------------------------------------------------- | ----------------------------------------------------------- | ----------------------------------------------------------- | ----------------------------------------------------------- | ----------------------------------------------------------- |
| Parti                                                       | Parti                                                       | Candidat                                                    | Votes                                                       | %                                                           |
|                                                             | Républicain                                                 | Mark Messmer                                                | 219 941                                                     | 68,0                                                        |
|                                                             | Démocrate                                                   | Erik Hurt                                                   | 95 311                                                      | 29,5                                                        |
|                                                             | Libertarien                                                 | K. Richard Fitzlaff                                         | 8381                                                        | 2,6                                                         |
| Total des votes                                             | Total des votes                                             | Total des votes                                             | 323 633                                                     | 100 %                                                       |
|                                                             | Les Républicains conservent                                 |                                                             |                                                             |                                                             |